# Giuseppe Maria Foppa
Giuseppe Maria Foppa (Venècia, 12 de juliol de 1760 - Venècia, 1 de març 1845) va ser un llibretista italià, autor de més de 80 llibrets en el canvi de finals del segle xviii i principis del segle xix. Va estar actiu principalment en la seva ciutat natal, encara que va compondre obres per als teatres de Milà, Gènova, Pàdua, Reggio Emilia, Pistoia, Bolonya i Florència.
Autor de nombrosos llibrets (especialment del gènere farsa), és sobretot recordat pels textos als quals va posar música Gioachino Rossini per als teatres venecians: en particular, les tres farses L'inganno felice, La scala di seta, Il signor Bruschino i el drama Sigismondo.